# Jan Javůrek
Jan Javůrek (* 16. května 1989, Ústí nad Orlicí) je český fotbalový obránce či záložník a bývalý mládežnický reprezentant. Od července 2022 působí ve třetí nejvyšší soutěži v týmu SK Uničov.

## Klubová kariéra
Svoji fotbalovou kariéru začal v Jiskře Ústí nad Orlicí, odkud v průběhu mládeže zamířil do Sigmy Olomouc. V klubu se v roce 2009 propracoval do prvního mužstva. V létě 2009 zamířil na hostování zpět do Ústí nad Orlicí. V červenci 2011 odešel hostovat do klubu FK Pardubice. V ročníku 2011/12 postoupil s mužstvem do 2. ligy. V zimním přestupovém období následující sezony se vrátil do Olomouce. Na jaře 2014 sestoupil se Sigmou do 2. ligy, ale po roce vybojoval celek návrat do nejvyšší soutěže.

### FC Hradec Králové
Před sezonou 2015/16 přestoupil do mužstva FC Hradec Králové.

#### Sezona 2015/16
Svůj premiérový zápas v dresu A-týmu odehrál 18. 10. 2015 v ligovém utkání 11. kola proti FK Slavoj Vyšehrad (výhra 3:0), když v 86. minutě vystřídal Tomáše Malinského. S mužstvem postoupil zpět do české nejvyšší soutěže, když jeho klub ve 28. kole hraném 17. 5. 2016 porazil FK Baník Sokolov 2:0 a 1. SC Znojmo, které bylo v tabulce na třetí pozici, prohrálo s FC Sellier & Bellot Vlašim. Celkem v ročníku 2015/16 odehrál za Hradec tři ligová utkání, ve kterých se objevil pokaždé jako střídající hráč.

### 1. SC Znojmo
Před sezonou 2016/17 byl na testech v týmu 1. SC Znojmo. V červenci 2016 do klubu přestoupil. V klubu odehrál téměř 60 zápasů, ve kterých vstřelil úctyhodných 13 branek, což mu vyneslo další přestup.

### FC Vysočina Jihlava
V létě 2018 po něm totiž sáhla Vysočina Jihlava, do které přišel v červnu 2018. Po sezóně 2019/20 má na svém kontě v dresu Jihlavy 55 ligových zápasů, ve kterých se gólově neprosadil.

### FK Třinec
Do Třince přestoupil v létě 2020 a odehrál zde 2 sezony ve druhé lize. 

### SK Uničov
Od léta 2022 je hráčem třetiligového SK Uničov.